# Cirklens kvadratur
|  | For andre betydninger af ordet Kvadrat, se Kvadrat (flertydig). |
Cirklens kvadratur er en konstruktionsopgave, hvor man med passer og lineal som eneste hjælpemidler skal tegne et kvadrat, som har samme areal som en given cirkel. Se eventuelt konstruerbare tal for de nøjagtige regler. Opgaven er et af de klassiske matematiske problemer som blev undersøgt i oldtidens Grækenland. Opgaven blev ikke løst, men Hippokrates (ikke den berømte læge) var i stand til at kvadrere visse "måner". Gennem tiderne har mange uden held forsøgt at løse denne opgave, og man formodede derfor, at den var uløselig. Først i 1882 lykkedes det den tyske matematiker Ferdinand von Lindemann at bevise, at opgaven er umulig. Årsagen er, at tallet pi ikke er konstruerbart, men derimod transcendent. Ikke desto mindre er der stadig personer, som prøver at løse opgaven – eller endog hævder at have fundet en løsning.
Der er andre opgaver, der heller ikke kan løses af samme årsag. Man kan ikke konstruere en tredeling af en vilkårlig vinkel, selvom det er muligt at tredele en ret vinkel. Det kan heller ikke lade sig gøre at konstruere "den dobbelte terning". Denne opgave går ud på at konstruere sidelængden i en terning, som har dobbelt så stort rumfang som en given terning.
I overført betydning benyttes vendingen at løse cirklens kvadratur om det at forsøge at gøre det umulige. På engelsk omtales opgaven som squaring the circle.